# Procés de Vinaròs
El Procés de Vinaròs va ser un procés polític de l'Esquerra Independentista dels Països Catalans, encetat a Vinaròs el 2 d'abril de 2000 amb l'objectiu de dotar-se de «les eines i les estructures imprescindibles per a l'assoliment de la independència política, la unitat nacional i la justícia social del poble català (de Salses a Guardamar i de Fraga fins a Maó)». Entre les organitzacions participants hi hagué Endavant, Moviment de Defensa de la Terra, Maulets, i diversos col·lectius i casals independentistes.
La iniciativa sorgeix primordialment per a organitzar la gran diversitat de grups d'ideologia afí, a vegades fins i tot enfrontats, en una mateixa estratègia comuna. Aquesta es plasmà el novembre de 2002 amb la creació de la Coordinadora de l'Esquerra Independentista. així com, l'Assemblea Popular Comarcal del Tarragonès, el desembre del mateix any. Com a conseqüència també d'aquest procés, van aparèixer Alerta Solidària i la Candidatura d'Unitat Popular, com a front antirepressiu i institucional de l'Esquerra Independentista, respectivament.